# 臺北市立木柵高級工業職業學校
臺北市立木柵高級工業職業學校（英語：Taipei Municipal Muzha Vocational High School, MCVS），簡稱木柵高工、柵工，是一所臺灣的市立技術型高級中學。

## 沿革
1979年時臺北市政府教育局為培養高級精密機械工業技術人力，決定在木柵設置工職一所。1980年由詹出錐先生擔任籌備處主任，展開建校工作。該校於1982年正式成立，定名為「臺北市立木柵高級工業職業學校」，詹出錐先生為首任校長，招收新生89班，男女兼收，實施機械類「職業群集課程」。
綜合高中於2021年停招。

## 歷任校長
| 任別 | 就職時間 | 姓名           |
| 一   | 1982     | 詹出錐         |
| 二   | 1988     | 楊啟棟         |
| 三   | 1996     | 蔡文雄（代理） |
| 四   | 1996     | 楊金聲         |
| 五   | 2002     | 楊萬和         |
| 六   | 2008     | 許振輝         |
| 七   | 2014     | 李通傑         |
| 八   | 2023     | 陳美保         |

## 校訓
- 誠：誠實負責
- 勤：勤勞節儉
- 敬：敬業樂業
- 新：求知創造[1]

## 外部連結
- 臺北市立木柵高級工業職業學校 （页面存档备份，存于）